# John Entwistle

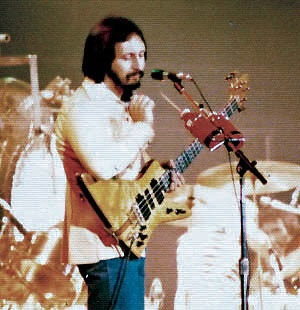
John Entwistle bei einem Konzert 1976

John Alec Entwistle, auch bekannt unter den Spitznamen The Ox (deutsch: „der Ochse“) und Thunderfingers (deutsch: „Donnerfinger“) (* 9. Oktober 1944 in Chiswick, London; † 27. Juni 2002 in Las Vegas, USA) war ein britischer Rockmusiker. Seine größten Erfolge erzielte er als Bassist der Rock-Band The Who.

## Leben und Karriere

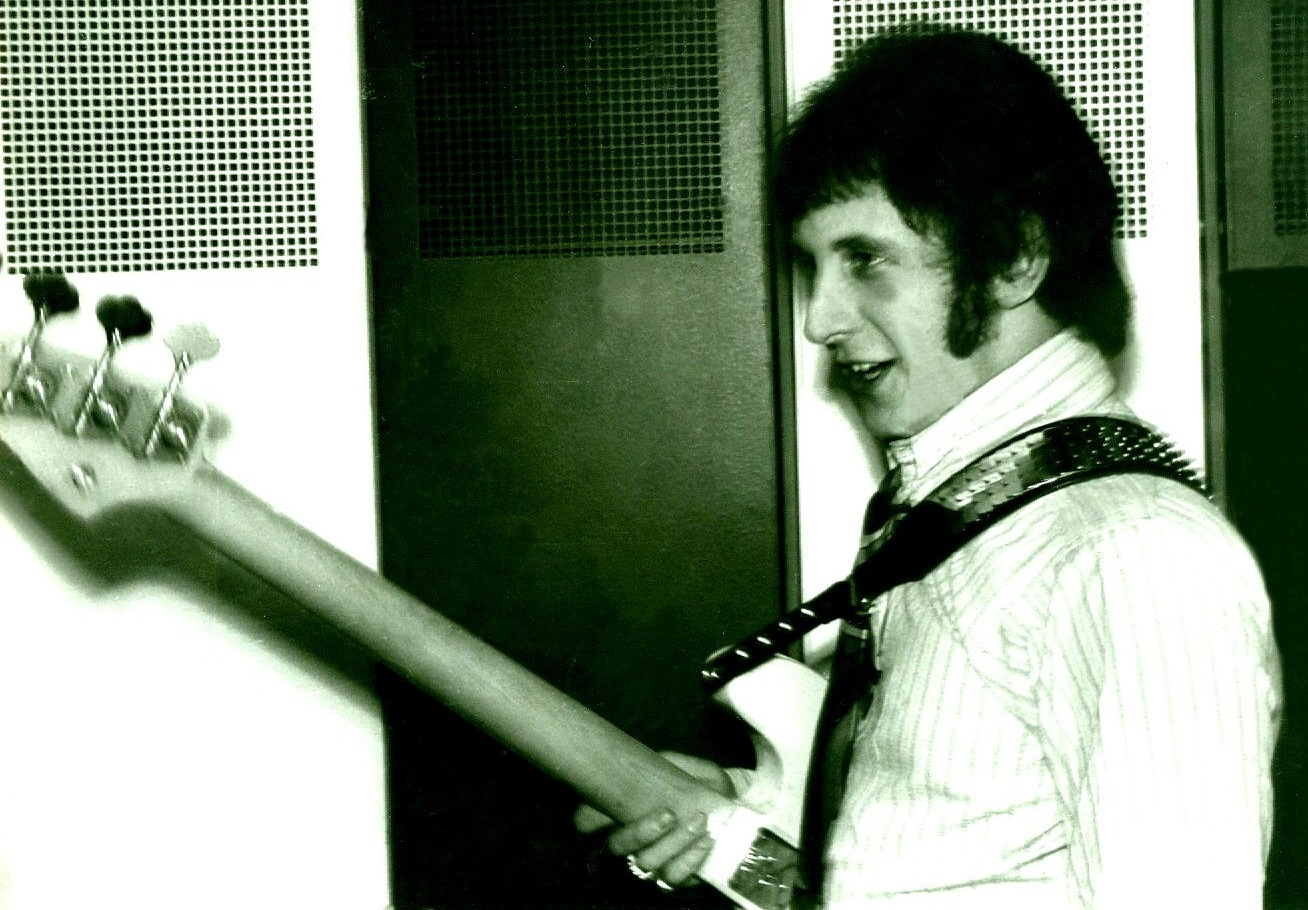
John Entwistle, 1967

John Entwistle besuchte von 1956 bis 1960 gemeinsam mit Pete Townshend die Acton Country Grammar School im Municipal Borough of Acton im heutigen Londoner Stadtbezirk London Borough of Ealing. Ab 1958 spielten sie gemeinsam zunächst Dixie-Musik, dann Skiffle, Rock ’n’ Roll und Blues. Mit Roger Daltrey als Sänger und dem zehn Jahre älteren Doug Sandom waren sie 1962 The Detours und traten abends im Goldhawk Club in Shepherd’s Bush auf. Entwistle war zu dieser Zeit als Steuereintreiber tätig.
Während die übrigen Mitglieder von The Who – Roger Daltrey, Pete Townshend und Keith Moon – in den 1960er und 1970er Jahren während der Liveshows regelrecht ausrasteten, spielte Entwistle als Gegenpol seine Basslinie ruhig weiter (daher der Spitzname „The Ox“). Für die meisten Who-Alben komponierte er jeweils ein oder zwei Stücke, die dann auch zum Teil von ihm gesungen wurden. Seine bekanntesten Kompositionen dürften Boris the Spider und My Wife sein.
Er spielte auch Bass auf Edge of the World von Glenn Tipton, dem Gitarristen von Judas Priest.
Entwistle hat für die deutsche Instrumentenbaufirma Warwick einen eigenen E-Bass entworfen, den Buzzard.
Entwistle tourte 1990 mit Jeff Baxter (Steely Dan, Doobie Brothers), Keith Emerson (Emerson, Lake & Palmer), Joe Walsh (Eagles) und dem profilierten Studioschlagzeuger Simon Phillips unter dem Bandnamen The Best durch Hawaii und Japan. Ein Album dieser Besetzung kam nicht zustande.
Entwistle starb am Vorabend einer USA-Tournee von The Who an Herzversagen. Die Obduktion ergab, dass er an seinem Todestag Kokain im Blut hatte. Auch wenn es sich nicht um eine Überdosis gehandelt haben soll, war der Drogenkonsum nach Meinung der Mediziner für das Herzversagen verantwortlich. Die Trauerfeier für Entwistle fand am 10. Juli 2002 in der St.-Edwards-Kirche seines Heimatortes Stow-on-the-Wold in Gloucestershire statt, anschließend wurde er eingeäschert und privat beigesetzt. Er war zweimal verheiratet und hatte einen Sohn. Entwistle war Mitglied im Bund der Freimaurer.
Die USA-Tournee von The Who wurde trotz seines Todes durchgeführt. An seiner Stelle spielte der Waliser Pino Palladino die Tour.
John Entwistle hinterließ eine bemerkenswerte Sammlung von Elektrobässen und -gitarren, die in einem Buch dokumentiert wurde. Diese Sammlung wurde Mitte 2003 durch eine Versteigerung aufgelöst.

## Diskografie (Soloalben)

### Smash Your Head Against The Wall
Das Album wurde im Mai 1971 von Track Records (gegründet von Stamp und Lambert) herausgebracht. Produziert wurde es von John Entwistle selbst. Die Aufnahmen wurden in den Trident-Studios in London gemacht. Auf dem Album sind als Musiker Neil Innes, Keith Moon, Vivian Stanshall und Jerry Shirley zu hören.

### Whistle Rymes
Das Album wurde im November 1972 von Track Records veröffentlicht. Produziert wurde es von John Entwistle und Roy Baker. Es wurde in den Islands Studios in London aufgenommen. Auf dem Album ist auch Peter Frampton zu hören.

### Rigor Mortis Sets In
Das Album kam im Juni 1973 von Track Records auf den Markt. Produziert wurde es von John Entwistle und John Alcock. Aufgenommen wurde es in den Novasound Studios in London. Auf dem Album sind Tony Ashton und Howie Casey zu hören.

### Mad Dog
Das Album kam durch Decca im März 1975 in die Läden. Es wurde von John Entwistle und John Alcock produziert. Aufgenommen wurde es in den Novasound Studios und den Scorpio Studios in London. Auf dem Album sind Howie Casey, Eddie Jobson und John Mealing zu hören.

### Who’s Ox
Das Album wurde von Promo Records im März 1975 veröffentlicht.

### Too Late the Hero
Auf dem 1981 erschienenem Album ist Joe Walsh zu hören.